# Marcel Guaffi
Marcel Guaffi, né le 15 août 1918 au Puy, mort le 16 septembre 1997 à Paris, est un combattant des Forces navales françaises libres pendant la Seconde Guerre mondiale, compagnon de la Libération.

## Biographie
Marcel Guaffi naît au Puy, en Haute-Loire, le 15 août 1918. Son père est maçon.

### Mousse puis matelot; début de la Seconde Guerre mondiale
Il veut devenir mousse et entre à 15 ans à l'École des mousses de Brest. Il devient matelot, avec le brevet d'électricien, et navigue en Mer du nord et dans la Manche. 
Au début de la Seconde Guerre mondiale, il est affecté sur un navire participant à des opérations de dragage de mines, et qui effectue aussi des escortes de convois. Il est sur son dragueur de mines en route vers Portsmouth lors de l'Appel du 18 Juin par le général de Gaulle.

### Volontaire dans la France libre
Il choisit alors de rester en Angleterre, voulant continuer la lutte. Il rejoint le 5 juillet les Forces françaises libres, dans le camp de Collingwood. Affecté aux Forces navales françaises libres en cours de formation, il est nommé parmi les premiers membres du 1er bataillon de fusiliers marins (1er BFM) et contribue à son organisation.
Avec le 1er BFM, Marcel Guaffi participe en septembre 1940 à l'opération de Dakar, puis il prend part aux combats pour le ralliement du Gabon à la France libre en novembre 1940. Il participe ensuite à la campagne de Syrie en juin 1941.

### Campagne de Libye, El Alamein
Lors de la campagne de Libye, il se fait remarquer par son courage et son sang-froid à la bataille de Bir Hakeim en mai et juin 1942, comme pointeur d'une pièce de DCA.
Après la deuxième bataille d'El Alamein en octobre 1942, Guaffi participe à la campagne de Tripolitaine et à celle de Tunisie.
À la fin des opérations en Afrique du Nord, son bataillon devient en septembre 1943 le 1er régiment de fusiliers marins (1er RFM), qui forme le régiment de reconnaissance de la 1re division française libre (1re DFL). Il débarque avec son unité en avril 1944 en Italie.

### Campagne d'Italie, libération de la France
Pendant la campagne d'Italie, Guaffi se distingue pendant bataille du Garigliano. Le 12 mai 1944, son char étant atteint, il doit l'évacuer et lutte contre les ennemis jusqu'à l'épuisement de ses cartouches. Blessé, fait prisonnier, il s'évade le lendemain en capturant et ramenant deux prisonniers allemands.
Il participe au débarquement de Provence en août 1944, promu second maître fusilier. Il se fait de nouveau remarquer par ses actes de courage et son esprit d'initiative lors de la campagne de la Libération, après la libération de la Provence et de la vallée du Rhône, il est un des principaux acteurs de la prise de Frédéric-Fontaine, dans la Haute-Saône, et fait 140 prisonniers.
Lors de la bataille d'Alsace, Guaffi se distingue encore les 9 et 10 janvier 1945 dans les bois de Benfeld, en participant au succès contre les retranchements allemands.
Il termine la guerre avec le grade de maître fusilier marin.

### Après-guerre
Guaffi est créé Compagnon de la Libération par le décret du 20 janvier 1946. 
Il démissionne de l'armée en 1946 et devient représentant de commerce. Après avoir servi en 1956-1957 en Algérie, il entre dans une agence de publicité où il devient cadre. Il est ensuite inspecteur de fabrication en entreprise, jusqu'à sa retraite en 1981.
Marcel Guaffi meurt le 16 septembre 1997 dans le 15e arrondissement de Paris,. Ses obsèques se déroulent en la cathédrale d'Agen le 8 juin 2019.

## Distinctions
- Commandeur de la Légion d'honneur
- Compagnon de la Libération par décret du 20 janvier 1946[3]
- Médaille militaire
- Croix de guerre 1939–1945 (4 citations)
- Médaille de la Résistance française par décret du 24 avril 1946[4]
- Médaille des évadés
- Croix du combattant volontaire de la guerre de 1939–1945
- Croix du combattant volontaire de la Résistance
- Croix du combattant
- Médaille coloniale avec agrafes « Bir-Hakeim », « Libye », « Tripolitaine », et « Tunisie » ;
- Insigne des blessés militaires
- Médaille commémorative des services volontaires dans la France libre
- Médaille commémorative de la campagne d'Italie (1943–1944)
- Médaille commémorative des opérations de sécurité et de maintien de l'ordre